# Frauen aus der Wiener Vorstadt
Frauen aus der Wiener Vorstadt è un film muto del 1925 diretto da Heinz Hanus.

## Produzione
Il film fu prodotto dalla Hanus Film.

## Distribuzione
Uscì nelle sale cinematografiche tedesche il 14 agosto 1925. Il film in Germania aveva il titolo di 15 Jahre schweren Kerker.